# K-391
K-391(1994년 11월 2일~)은 노르웨이의 일렉트로니카 뮤지션이다.